# 371 Bohemia
371 Bohemia este un asteroid din centura principală, descoperit pe 16 iulie 1893, de Auguste Charlois.